# Jean Ragnotti

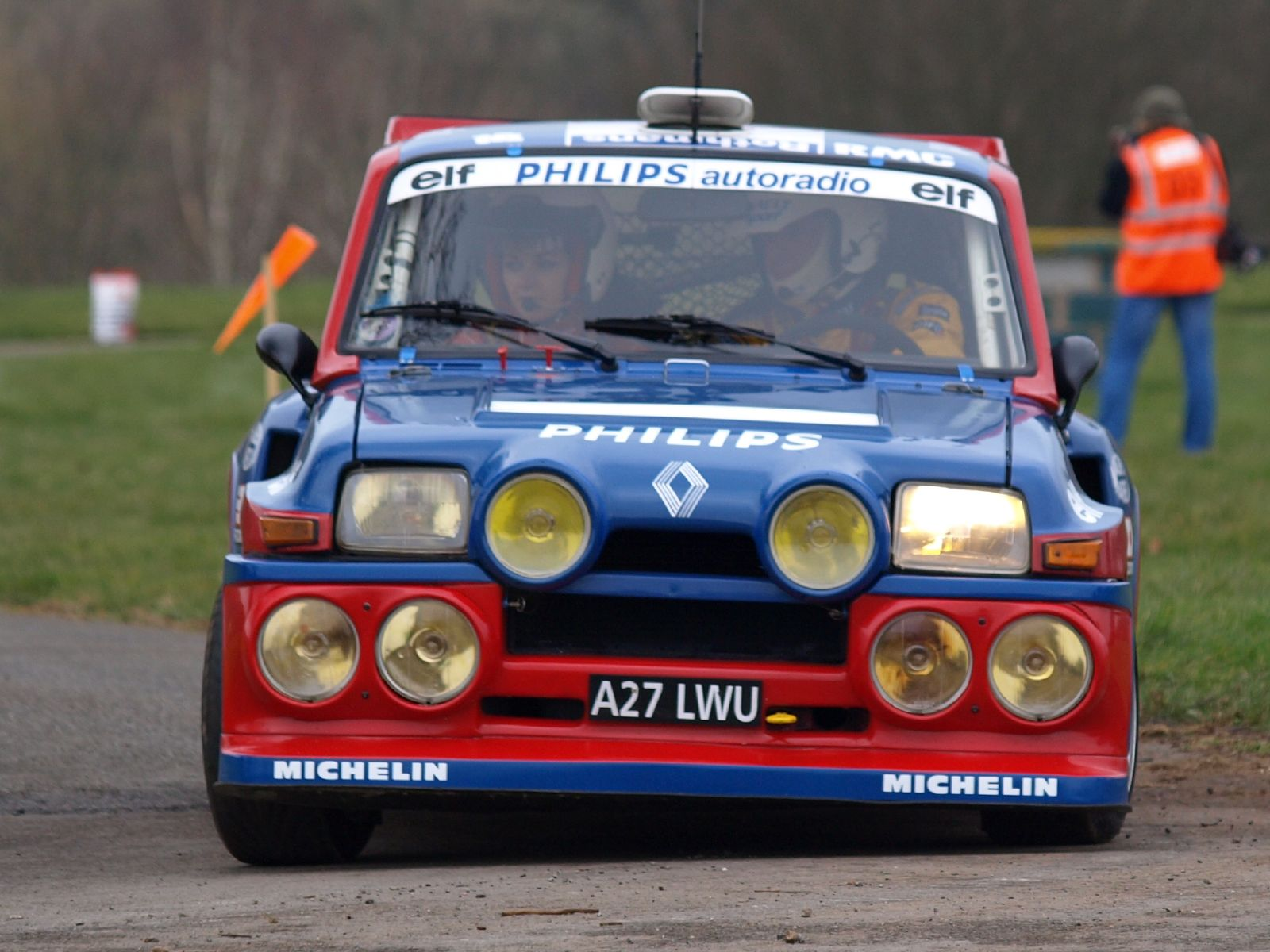
Renault 5 Maxi Turbo de Jean Ragnotti.

Jean Ragnotti (29 de agosto de 1945, Carpentras, Francia), apodado Jeannot, es un piloto de rallyes francés retirado. Durante su larga carrera como piloto en el Campeonato Mundial de Rally se convirtió en una figura de culto para la marca Renault y uno de los pilotos más famosos y carismáticos por su conducción espectacular.
Entre sus logros están la conquista, copilotado por su compatriota Jean-Marc Andrie del Rally de Monte Carlo en 1981, imponiéndose ante el poderío del Audi quattro y su innovadora tracción total. Al año siguiente logró la victoria en el Rally de Córcega también con un Renault 5 Turbo. Con la versión Maxi del Renault 5 Turbo volvió a reinar en el asfalto de las etapas de rally en Europa, adjudicándose en 1985 el Rally de Córcega, su última victoria en el mundial de Rallys.

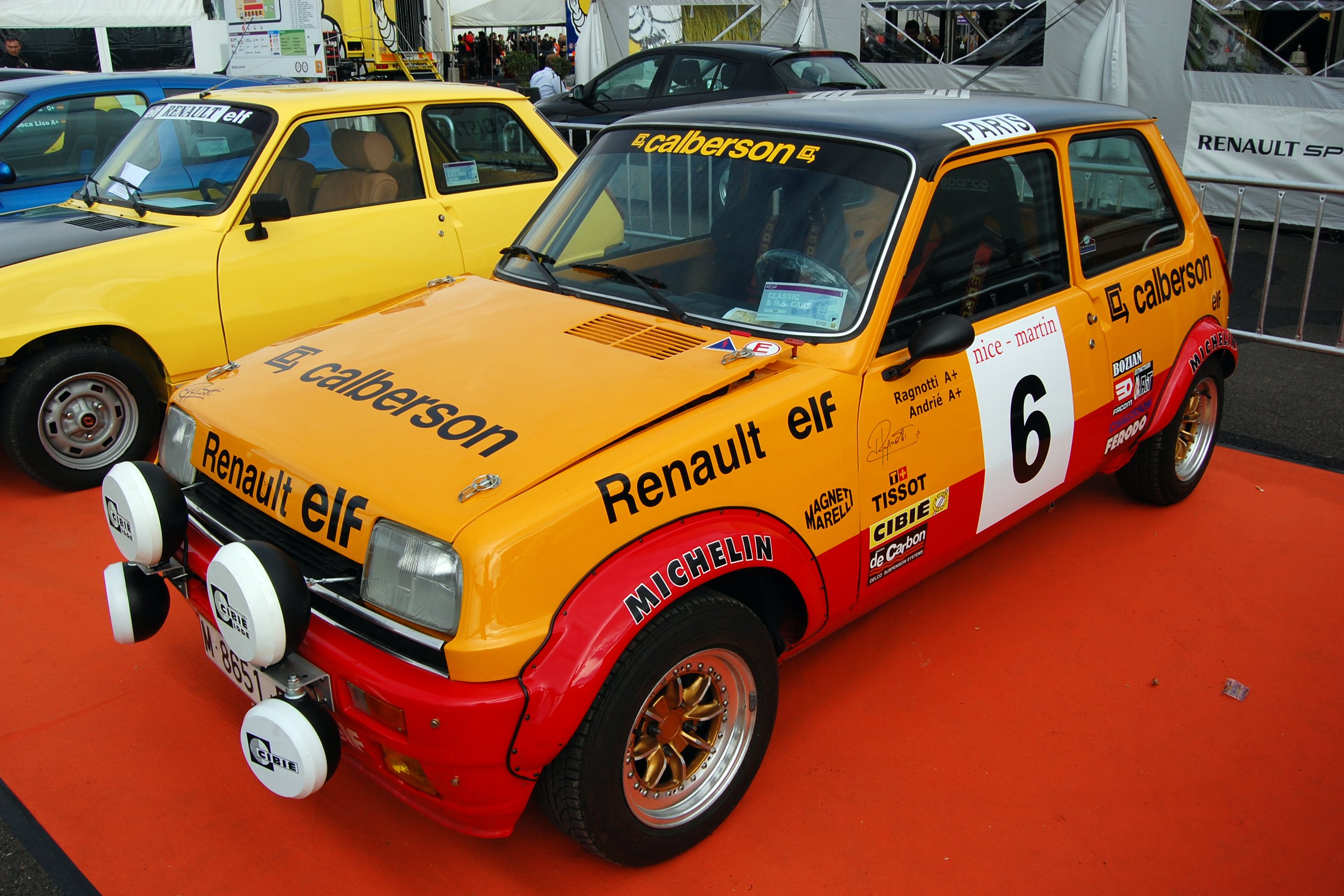
Renault 5 Alpine de Jean Ragnotti y Jean-Marc Andrie en Motorland Aragón.

En los años noventa siguió pilotando para Renault, esta vez con un Renault Clio Maxi. Desde su retirada, en 1995, participa habitualmente en exhibiciones de pilotaje, demostrando su acrobático y espectacular estilo sobre diversos vehículos de competición históricos conservados y mantenidos por Renault.

## Palmarés
- 1970 - 2º Campeonato de Francia de Rally.
- 1975 - 2º Campeonato de Europa de Fórmula Renault.
- 1977 - 1º Campeonato de Francia de Rallycross.
- 1980 - 1º Campeonato de Francia de Rally.
- 1981 - 2º Copa de Europa de Renault 5 Turbo.
- 1984 - 1º Campeonato de Francia de Rally.
- 1988 - 1º Campeonato de Francia de Superturismos.
- 1989 - 2º Campeonato de Francia de Superturismos.
- 1990 - 1º Campeonato de Francia de Rally de Grupo N.
- 1991 - 1º Campeonato de Francia de Rally de 2 Litros.
- 1992 - 2º Campeonato de Francia de Rally y 1º Campeonato de Francia de Rally de 2 Litros.
- 1993 - 2º Campeonato de Francia de Rally y 1º Campeonato de Francia de Rally de 2 Litros.
- 1994 - 1º Campeonato de Francia de Rally de 2 Litros.

Victorias en el Campeonato del Mundo de Rally
| N.º | Rally                | Año  | Copiloto         | Vehículo             |
| --- | -------------------- | ---- | ---------------- | -------------------- |
| 1   | Rally de Monte Carlo | 1981 | Jean-Marc Andrie | Renault 5 Turbo      |
| 2   | Rally Tour de Corse  | 1982 | Jean-Marc Andrie | Renault 5 Turbo      |
| 3   | Rally Tour de Corse  | 1985 | Gilles Thimonier | Renault 5 Maxi Turbo |

## Resultados

### Rally Dakar

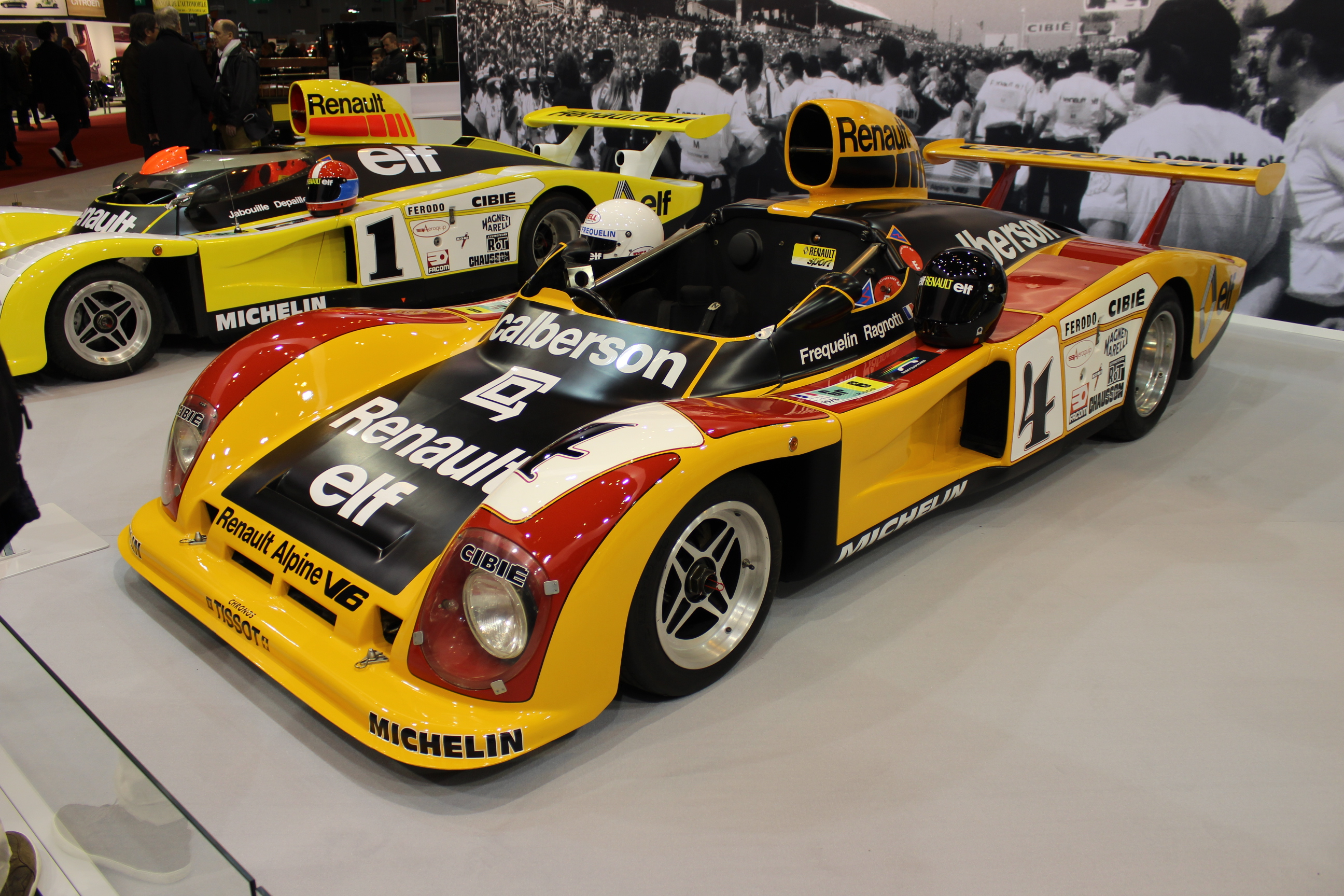
El Renault-Alpine A442 de Fréquelin y Ragnotti, 4.º en 24 Horas de Le Mans de 1978.

| Año     | Clase  | Vehículo    | Posición | Etapas |
| ------- | ------ | ----------- | -------- | ------ |
| 1980    | Coches | Volkswagen  | 4.º      | 2      |
| 1986    | Coches | Range Rover | 19.º     | -      |
| Fuente: |        |             |          |        |

### 24 Horas de Le Mans
| Año     | Equipo                             | Copilotos                                       | Automóvil             | Clase     | Vueltas | Pos. | Pos. Clase |
| ------- | ---------------------------------- | ----------------------------------------------- | --------------------- | --------- | ------- | ---- | ---------- |
| 1975    | Philippe Mettetal                  | Michel Lateste                                  | Tecma PHM755          | S 2.0     | N/A     | Ret. | Ret.       |
| 1977    | Inaltera                           | Jean Rondeau                                    | Inaltera LM77         | GTP       | 315     | 4.º  | 1.º        |
| 1978    | Équipe Renault Elf Sport Calberson | Jean-Pierre Jabouille José Dolhem Guy Fréquelin | Renault Alpine A442 A | Gr.6 +2.0 | 358     | 4.º  | 4.º        |
| 1979    | VSD Canon Jean Rondeau             | Bernard Darniche                                | Rondeau M379          | Gr.6 +2.0 | 287     | 5.º  | 1.º        |
| 1980    | Jean Rondeau ITT Le Point          | Henri Pescarolo                                 | Rondeau M379B         | Gr.6 +2.0 | 124     | Ret. | Ret.       |
| 1981    | Calberson Jean Rondeau             | Jean-Louis Lafosse                              | Rondeau M379          | S +2.0    | 28      | Ret. | Ret.       |
| 1982    | Jean Rondeau Automobiles           | Jean Rondeau Henri Pescarolo                    | Rondeau M382          | C         | 140     | Ret. | Ret.       |
| Fuente: |                                    |                                                 |                       |           |         |      |            |